# 黒井駅 (新潟県)

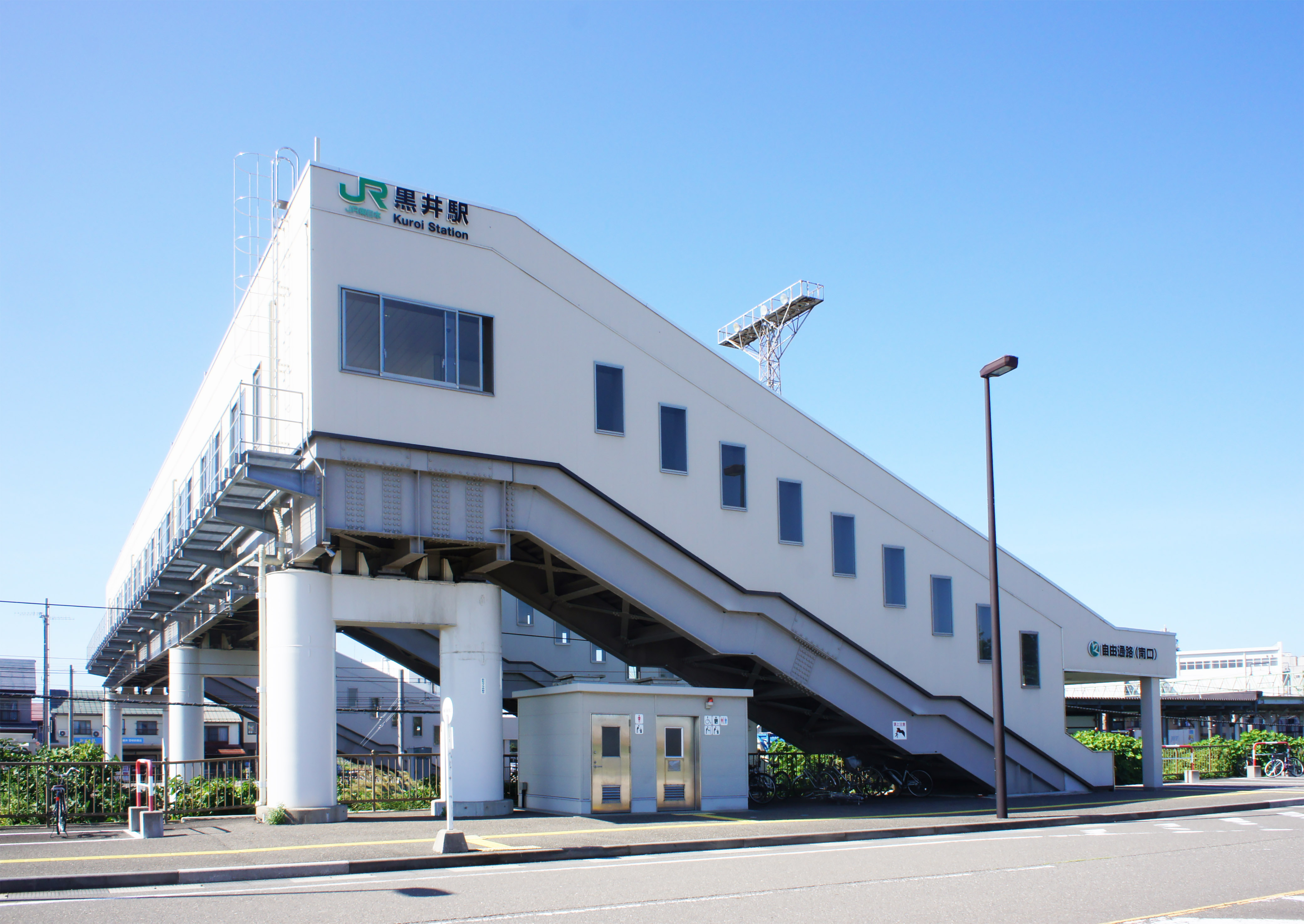
南口（2021年9月）

黒井駅（くろいえき）は、新潟県上越市にある東日本旅客鉄道（JR東日本）・日本貨物鉄道（JR貨物）信越本線の駅である。廃止された頸城鉄道線の起点でもあった。
JR東日本の駅は頸城区西福島に、JR貨物の駅は大字黒井に所在する。

## 乗り入れ路線
- JR東日本 - 信越本線
- 北越急行 - ほくほく線 （犀潟駅 - 直江津駅間を直通運転する一部列車が停車）

### 頸城鉄道線
現在の南口側には、頸城鉄道線の起点駅である新黒井駅（しんくろいえき）が設けられていた。
頸城自動車の前身にあたる頸城鉄道は1913年（大正2年）4月6日に設立され、のちの頸城村と浦川原村（現：上越市浦川原区）となる中頸城郡北部の村々を東西に横断する軽便鉄道の頸城鉄道線は1914年（大正3年）10月1日に開業した。駅舎はインターナショナル石油直江津製油所の外国人宿舎として使われていた通称「異人屋敷」のうち1棟を移築したもので、信越本線に面する北側に建てられた木造2階建ての擬洋風建築の駅舎南側に単式ホーム1面1線と側線などが設けられ、国鉄線ホームとの間は構内踏切で連絡していた。
1968年（昭和43年）10月1日に新黒井駅 - 百間町駅間が部分廃線された後、駅舎はタクシー待機場や同社の石材事業の工場などとしての運用を経て、老朽化等のため撤去された。頸城自動車では駅舎跡が同社の創業地にあたることなどから頸城鉄道線の史実を伝えるため、創業80周年事業の一環として1993年（平成5年）10月に新黒井駅跡を示す石碑を建立した。駅舎跡はその後、一部が道路や駐車場などに転用された以外は長らく未整備のままとなっていたが、後述の駅周辺整備事業に伴って上越市が用地を取得し、石碑は南口駅前広場のかつて駅舎が所在していた地点に移設された。
なお駅舎跡の敷地のうち、南口駅前広場となった市有地を除く大部分は現在も頸城自動車が所有し、同社グループのマルケー不動産が管理している。

### ほくほく線列車について
ほくほく線は1997年（平成9年）3月22日に全線が開業し、同時に犀潟駅 - 直江津駅間で直通運転が開始されたが、両駅中間の黒井駅は普通列車・快速列車とも開業以来、全て通過していた。上越市では企業立地が多い黒井駅周辺への通勤利便性確保などを目的に、北越急行とJR東日本新潟支社に対し、ほくほく線列車の停車を要望してきた。
その後北越急行がJR新潟支社と協議した結果、2015年（平成27年）3月14日のダイヤ改正から、ほくほく線の一部列車を黒井駅に停車させる方針が決定し、2014年（平成26年）12月19日付のほくほく線ダイヤ改正概要の中で発表した。停車するのは下り（越後湯沢発）が昼の1本、上り（直江津発）が朝の2本（うち1本は快速列車）で、停車初日となった同日の下り普通列車発着時には歓迎セレモニーが行われた。

## 歴史
- 1902年（明治35年）7月1日：北越鉄道の貨物駅として開業[3]。
- 1906年（明治39年）9月1日：一般駅として旅客営業を開始[2]。
- 1907年（明治40年）8月1日：北越鉄道が国有化[3]。
- 1914年（大正3年）10月1日：頸城鉄道線の新黒井駅 - 下保倉駅間が開業。
- 1947年（昭和22年）10月12日：新潟県内に昭和天皇の戦後巡幸。柏崎駅発、当駅着のお召し列車が運行[7]。
- 1966年（昭和41年）5月30日：駅舎が竣工し、供用を開始（旧駅舎）[8]。
- 1968年（昭和43年）10月1日：頸城鉄道線の新黒井駅 - 百間町駅間が廃止。
- 1984年（昭和59年）2月1日：荷物の取り扱いを廃止[3]。
- 1985年（昭和60年）
  - 3月5日：コンテナ貨物の取り扱いを開始。
  - 3月14日：駅員無配置駅となる[9]。
- 1987年（昭和62年）4月1日：国鉄分割民営化により、JR東日本とJR貨物の駅となる[3]。
- 2007年（平成19年）3月18日：車扱貨物の取り扱いを廃止。
- 2012年（平成24年）：現在の駅舎と自由連絡通路・ホーム上の待合室の供用を開始[1]。
- 2015年（平成27年）3月14日：同日のダイヤ改正より、ほくほく線普通・快速列車のうち下り1本・上り2本の停車を開始。また、直江津駅のえちごトキめき鉄道への移管に伴い、地区管理駅を長岡駅に変更。

## 駅構造
島式ホーム1面2線を持つ地上駅で、橋上駅舎を有する。ホームに面する上下本線のみJR東日本の管轄で、北側にある線路（後述）はすべてJR貨物の管轄となっている。無人駅で、長岡駅が管理する。北陸新幹線金沢延伸までは直江津駅が管理していた。直江津駅が前述の北陸新幹線金沢延伸開業に伴う在来線経営分離により、えちごトキめき鉄道の管轄になったため、JR東日本新潟支社並びに、日本海沿岸のJR東日本管轄の在来線の駅ではもっとも西（有人駅では犀潟駅）に位置する駅となった。
駅舎内の設備は、自由通路上の改札口横に乗車駅証明書発行機やお知らせ標が設置されており、自由通路とホームには連絡階段で連絡している。ホーム上には屋内待合室が設置されている。なお、自由通路（黒井駅自由通路）は、所在地である上越市が管理しており、延長52.5メートル、幅員3メートルを有する。

### のりば
| 番線 | 路線      | 方向 | 行先                 |
| ---- | --------- | ---- | -------------------- |
| 1    | ■信越本線 | 下り | 柏崎・長岡・新潟方面 |
| 2    | ■信越本線 | 上り | 直江津方面           |

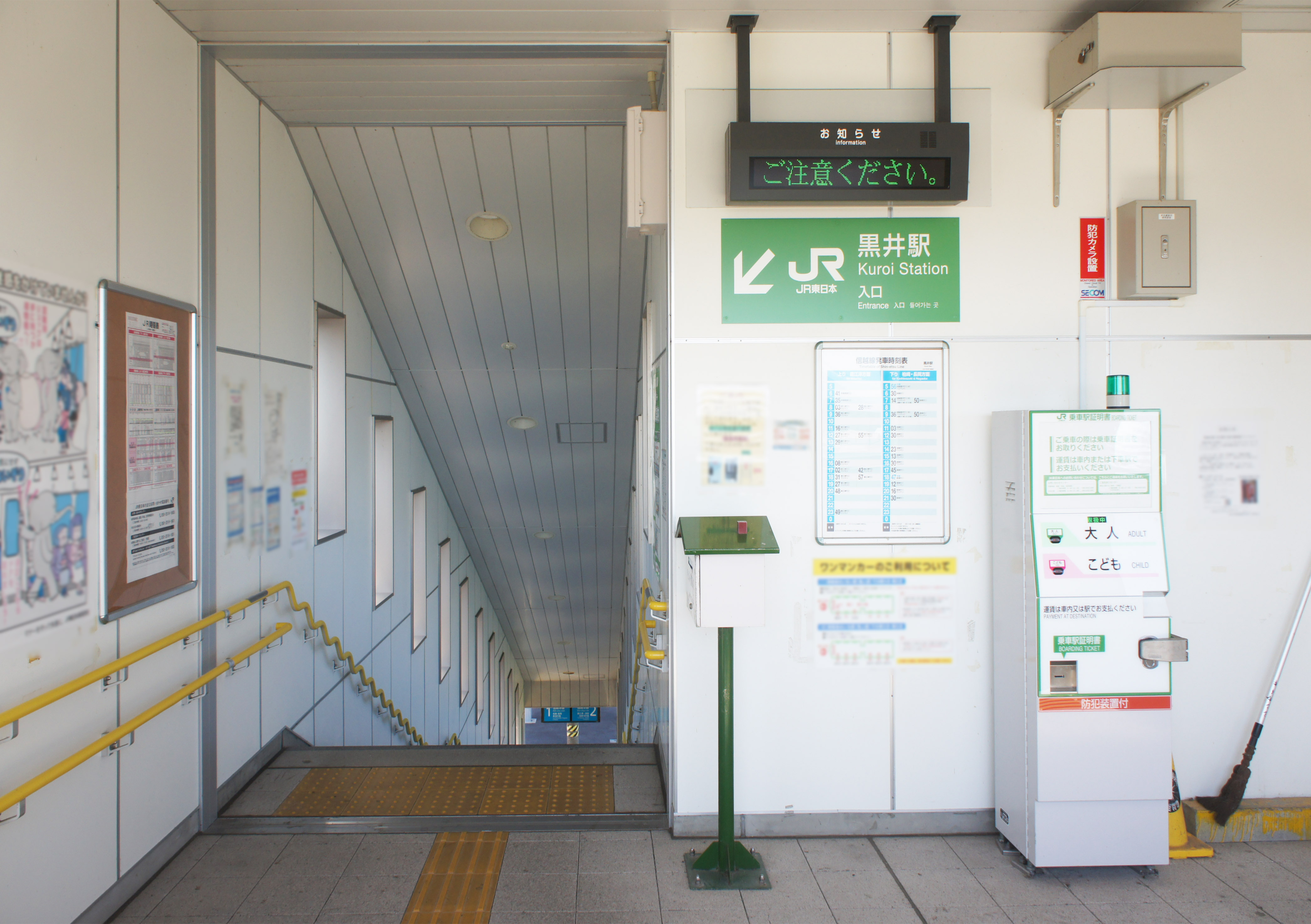
改札口（2021年9月）
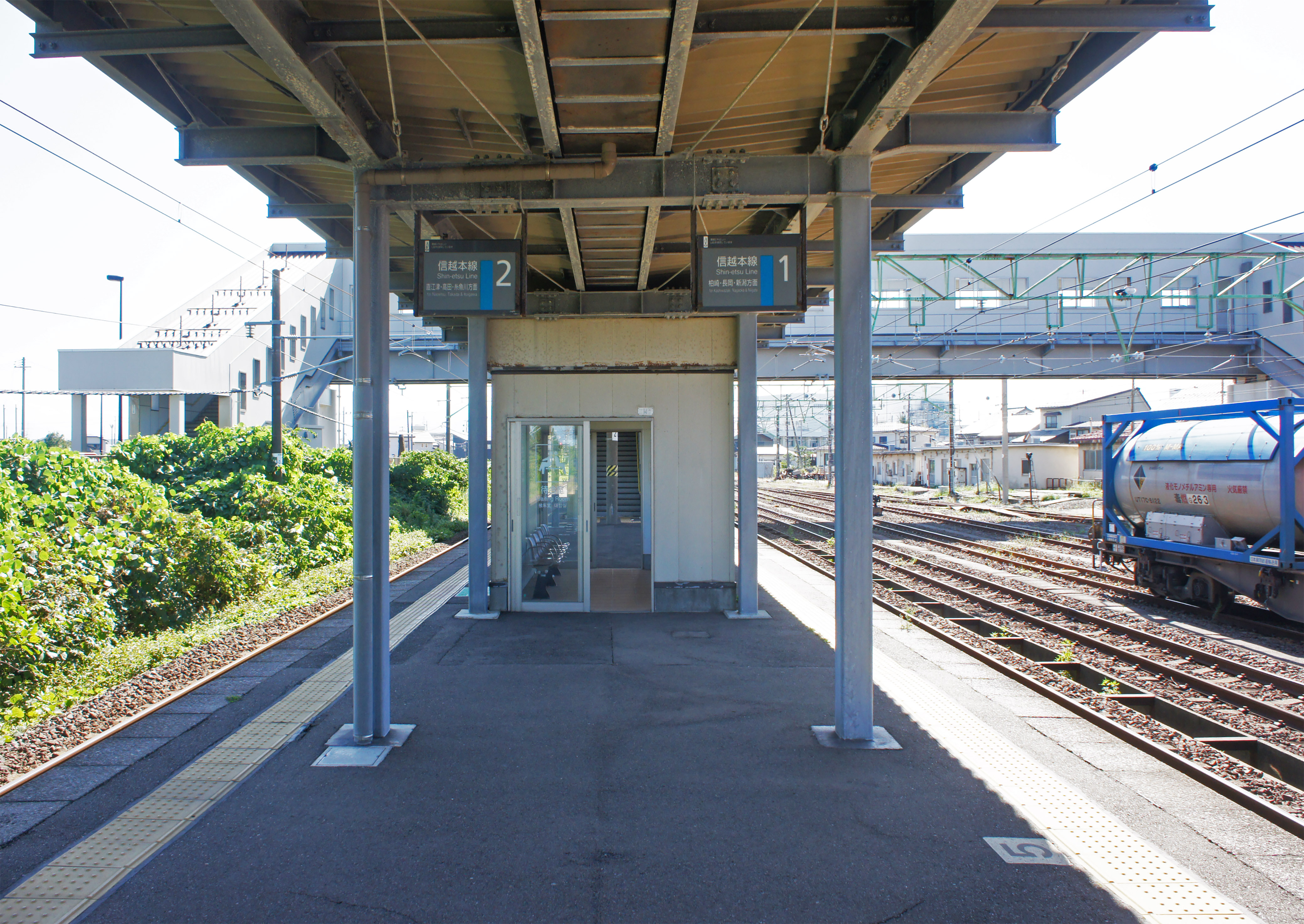
ホーム（2021年9月）
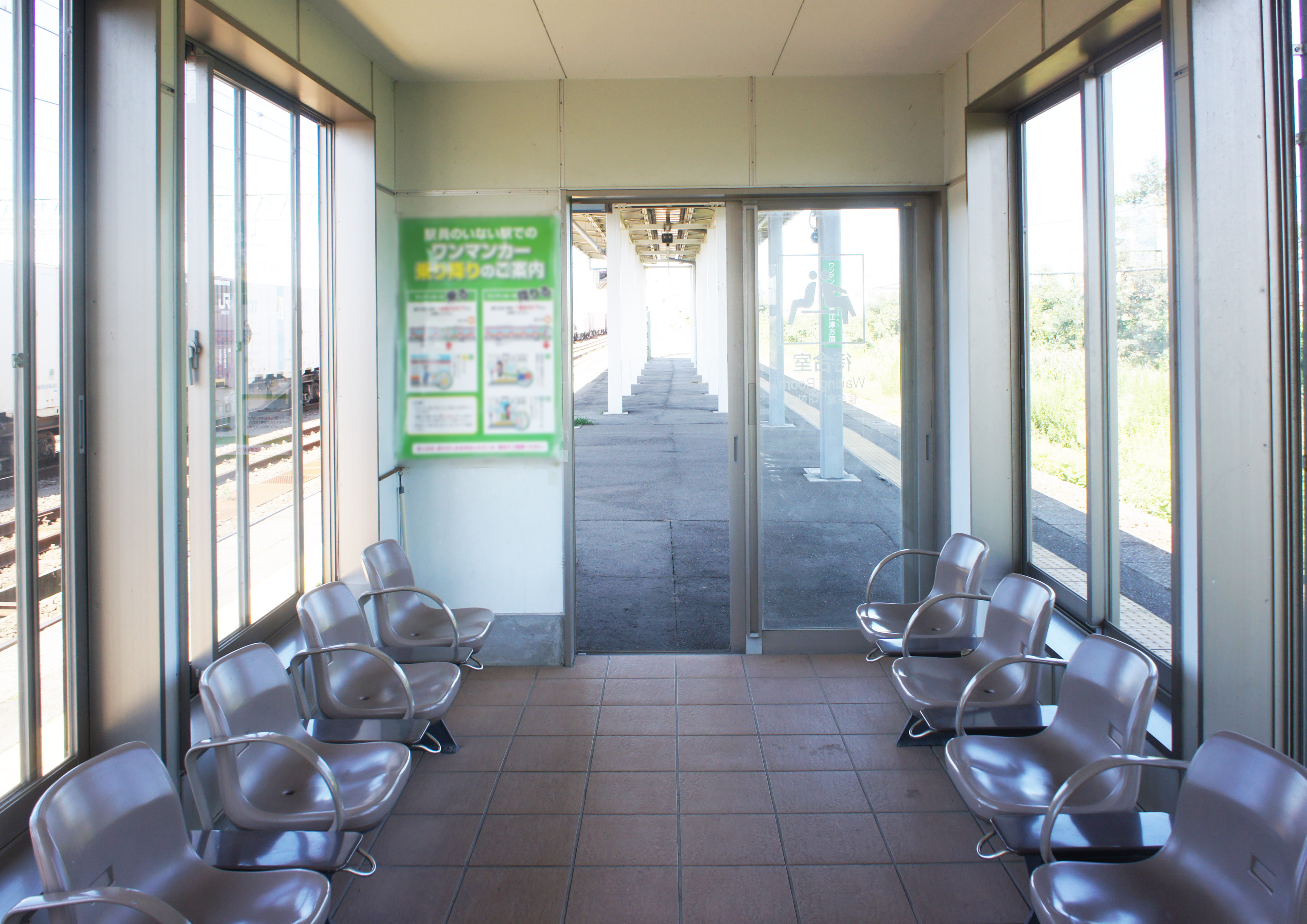
ホーム待合室（2021年9月）

旧駅舎時代
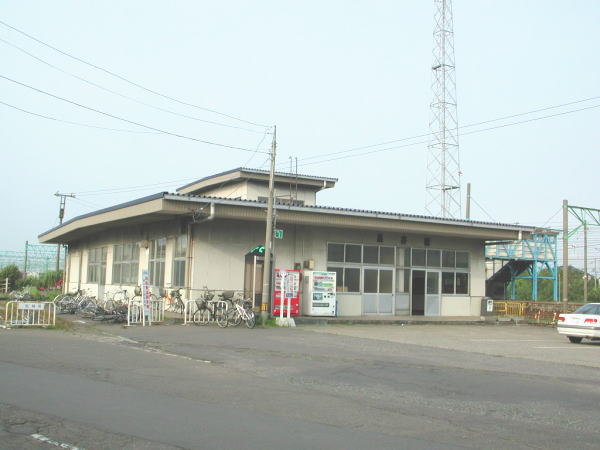
旧駅舎（2004年7月）
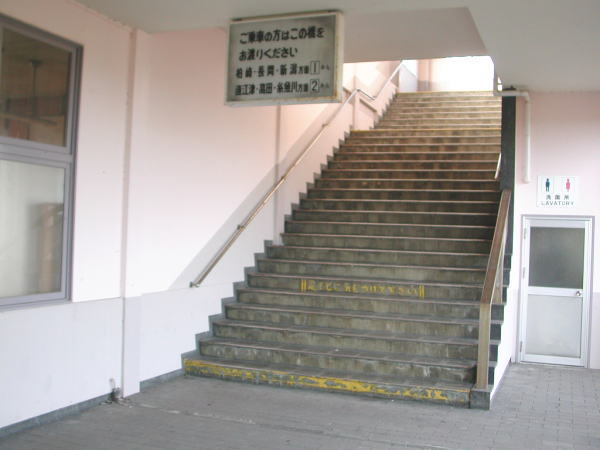
跨線橋入口と化粧室（2004年7月）
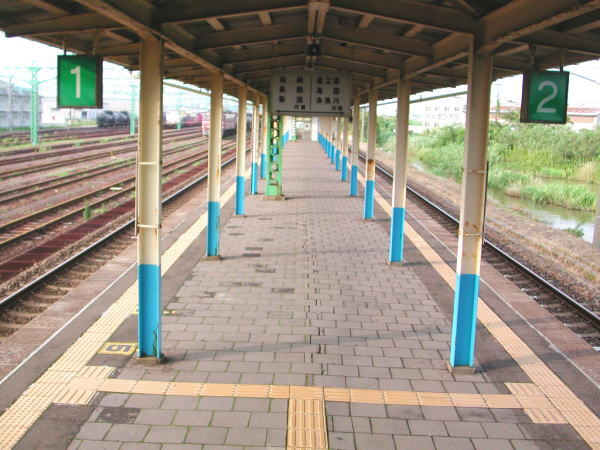
ホーム（2004年7月）
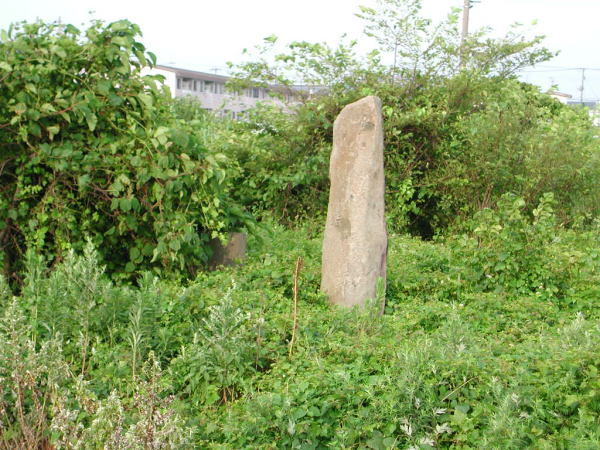
現在の南口側に建立されていた新黒井駅跡の碑（2004年7月）

## 貨物駅
JR貨物は、旅客ホームの西側にある着発線および側線、駅構内北側にあるコンテナ荷役線などを管理している。
貨物列車の着発線は3本。下り本線に隣接するものから順に下り1番線、下り2番線、下り3番線である。下り3番線の西側にも仕訳線が仕訳1番線から仕訳8番線まで、合計8本ある。
コンテナホームは2面で、着発線・仕訳線の北側にある。荷役線は2線で、着発線・仕訳線に繋がる引き上げ線に接続している。
2000年（平成12年）春ごろまでは、構内南側にある上り引き上げ線から駅西側にある信越化学工業直江津工場へ向かう専用線があり、タンク車による化学薬品輸送が行われていた。この専用線が最後まで使用されていた専用線で、1980年代にはこのほかにも日本ステンレス（現：日本製鉄直江津製造所）の専用線、日本海水化工の専用線、新潟県営の公共臨港線が存在した。

### 取扱う貨物の種類
当駅はコンテナ貨物の取り扱い駅であり、12 ft・20 ft・30 ftのJR規格鉄道コンテナと、20 ftのISO規格海上コンテナを取り扱っている。
取り扱い品は、発送貨物では工業薬品、鉱石、金属製品、米が主なもの。直江津港や周辺の大規模工場の貨物を主に取り扱う。また、産業廃棄物・特別管理産業廃棄物の取り扱い許可を得ており、それらが入ったコンテナの取り扱いも可能である。
2007年（平成19年）3月18日のダイヤ改正までは、車扱貨物の取扱駅でもあった。車扱貨物として1990年代まで、直江津港で陸揚げされ青海駅へ輸送される工場用輸入石炭を取り扱っていた。

### 貨物列車
2015年（平成27年）3月14日改正現在、停車列車は高速貨物列車のみである。発着する列車の本数は、南長岡駅方面へ向かう下り列車が1日3本（南長岡駅行きが1本、新潟貨物ターミナル駅行きが2本）、当駅終着の上り列車が1日1本である。富山貨物駅方面へ向かう列車の停車設定はない。
専用貨物列車も発着していたが、2008年（平成20年）3月15日のダイヤ改正ですべて廃止された。
貨物入れ替え機として、直江津運輸区に東新潟機関区所属のDE10が配置され、長らく駅構内で入れ替え作業に従事していたが、2014年（平成26年）3月のダイヤ改正で貨物駅構内にも架線が張られ、電気機関車の入線が可能となったため、DE10による入れ替え作業は廃止された。

## 利用状況

### 旅客
「上越市統計要覧」によると、2003年度（平成15年度）- 2010年度（平成22年度）の1日平均乗車人員の推移は以下のとおりであった。
| 乗車人員推移       | 乗車人員推移     | 乗車人員推移 |
| 年度               | 1日平均 乗車人員 | 出典         |
| ------------------ | ---------------- | ------------ |
| 2003年（平成15年） | 204              | [ 上 1 ]     |
| 2004年（平成16年） | 218              | [ 上 1 ]     |
| 2005年（平成17年） | 220              | [ 上 1 ]     |
| 2006年（平成18年） | 244              | [ 上 1 ]     |
| 2007年（平成19年） | 245              | [ 上 2 ]     |
| 2008年（平成20年） | 258              | [ 上 2 ]     |
| 2009年（平成21年） | 265              | [ 上 2 ]     |
| 2010年（平成22年） | 280              | [ 上 2 ]     |

### 貨物
「新潟県統計年鑑」によると、1993年度（平成5年度）以降の貨物輸送の推移は以下のとおりである。
| 貨物輸送推移       | 貨物輸送推移            | 貨物輸送推移 |
| 年度               | 発送貨物 （単位：トン） | 出典         |
| ------------------ | ----------------------- | ------------ |
| 1993年（平成05年） | 261,683                 | [ 県 1 ]     |
| 1994年（平成06年） | 232,915                 | [ 県 1 ]     |
| 1995年（平成07年） | 140,639                 | [ 県 1 ]     |
| 1996年（平成08年） | 110,393                 | [ 県 1 ]     |
| 1997年（平成09年） | 102,707                 | [ 県 1 ]     |
| 1998年（平成10年） | 91,435                  | [ 県 2 ]     |
| 1999年（平成11年） | 91,400                  | [ 県 3 ]     |
| 2000年（平成12年） | 79,500                  | [ 県 3 ]     |
| 2001年（平成13年） | 82,200                  | [ 県 3 ]     |
| 2002年（平成14年） | 71,700                  | [ 県 3 ]     |
| 2003年（平成15年） | 72,600                  | [ 県 3 ]     |
| 2004年（平成16年） | 63,700                  | [ 県 4 ]     |
| 2005年（平成17年） | 69,500                  | [ 県 4 ]     |
| 2006年（平成18年） | 80,900                  | [ 県 4 ]     |
| 2007年（平成19年） | 98,200                  | [ 県 4 ]     |
| 2008年（平成20年） | 107,800                 | [ 県 4 ]     |
| 2009年（平成21年） | 100,000                 | [ 県 5 ]     |
| 2010年（平成22年） | 91,900                  | [ 県 5 ]     |
| 2011年（平成23年） | 89,200                  | [ 県 5 ]     |
| 2012年（平成24年） | 92,500                  | [ 県 5 ]     |
| 2013年（平成25年） | 103,000                 | [ 県 5 ]     |
| 2014年（平成26年） | 103,400                 | [ 県 6 ]     |
| 2015年（平成27年） | 103,300                 | [ 県 6 ]     |
| 2016年（平成28年） | 99,100                  | [ 県 6 ]     |
| 2017年（平成29年） | 106,600                 | [ 県 6 ]     |
| 2018年（平成30年） | 105,800                 | [ 県 6 ]     |
| 2019年（令和元年） | 101,600                 | [ 県 7 ]     |
| 2020年（令和02年） | 91,200                  | [ 県 7 ]     |
| 2021年（令和03年） | 96,000                  | [ 県 7 ]     |
| 2022年（令和04年） | 85,000                  | [ 県 7 ]     |
| 2023年（令和05年） | 84,800                  | [ 県 7 ]     |

## 駅周辺
駅周辺は一部が住宅地となっているが、大部分が直江津港の工業集積地となっている。

### 北口
- 信越化学工業直江津工場
- 日本製鉄直江津製造所
- 大平洋特殊鋳造
- マリーナ上越

### 南口
- 国道8号 - 南口駅前広場から市道頸城2号線経由で約500メートル
- ホテル 上越パブリックシティ
- 新潟県南部産業団地・上越市西福島工業団地
- 甲信越福山通運上越流通センター
- 上越テクノセンター・三菱ケミカルハイテクニカ

### 黒井駅周辺地区整備事業
黒井駅周辺地区は信越本線が南北を分断しており、特に駅西側の西福島踏切では朝と夕方の通勤通学時間帯1時間あたりの遮断時間が15分前後に及び、周辺道路は道幅が狭隘な上に自転車歩行者道の整備も進捗していない。また北西側に設けられていた旧駅舎は駅前広場や駐輪場などの整備が進んでおらず、特に頸城区方面など駅東側からの利便性の確保が大きな課題となっていた。
上越市に編入合併する前の旧頸城村では、第4次総合計画の公共交通主要施策の一つとして黒井駅周辺の整備と南口の新設を根幹事業に位置付けていた。これを受けて合併後の上越市でも合併建設計画のひとつに黒井駅周辺整備を盛り込み、2005年（平成17年）度から計画の策定に着手した
。
そして駅周辺整備事業は2010年（平成22年）度から事業を開始し、同年6月1日に着工した。旧駅舎南西側に自由通路を新設し、前掲の新黒井駅跡には新たに南口が整備された。現在の駅舎と自由通路は2012年（平成24年）3月に竣工して供用が開始され、ホームの直江津寄りには待合室が新設された。

## バス路線
上越市が地域公共交通の活性化を目的に事業を実施している「頸城区地域巡回バス」の「黒井駅線」が、南口から発着している。頸城自動車グループの頸北観光バスが運行業務を受託しており、区総合事務所などの公共施設が所在する百間町を起点に巡回する路線で、平日7本が運行されている。
このほか、直江津と頸城区を結ぶ「南川線」が近くを通る。
「黒井駅南口」バス停
- 頸北観光バス
  - 26 黒井駅線

「橋場」バス停（駅から南に徒歩5分、県道216号沿い）
- 頸城自動車
  - 20・21 南川線

## 隣の駅
東日本旅客鉄道（JR東日本）
■信越本線
■快速（夕方下り1本のみ停車）・■普通
直江津駅 - 黒井駅 - 犀潟駅
北越急行

■ほくほく線（犀潟駅 - 直江津駅間JR信越本線、一部の列車のみ停車）
犀潟駅 - 黒井駅 - 直江津駅

### 廃止路線
頸城鉄道線
新黒井駅 - 北四ツ屋

### 記事本文